# 용암온천
용암온천(龍巖溫泉)는 대한민국의 경상북도 청도군에 위치한 온천이다. 지하 1,008m, 암반에서 뿜어져 섭씨 43.7도의 천연 광천 온천수이다.

## 역사
이 전설은 삼한시대 이래 구전된 것으로 추정되며, 실제로 가마골 골짜기앞으로 솎음샘(솟은샘)으로 불리는데, 용정(龍井)이 있으며, 용이 올라가 덕을 쌓고 죄를 빌었던 바위(용바위)가 있는 골짜기를 용골이라 부르고 용바위 아래에는 사발모양의 용소가 있다. 요골 뒤쪽에 보이는 웅장한 산을 용이 승천한 산이라 하여 용각산이라 부르고 있다. 그리고 1993년에 정한태씨가 온천 개발을 착수하여, 양질의 게르마늄 온천수를 찾는데 성공하였으나, 용이 치료하고 승천한 것이다.